# Váh
Váh (maďarsky Vág, německy Waag) je nejdelší řeka Slovenska, která protéká čtyřmi kraji (Žilinský, Trenčínský, Trnavský, Nitranský). Jde o levý přítok Dunaje. Jeho délka činí 403 km. Povodí má rozlohu 10 640 km².

## Průběh toku
Řeka vzniká nedaleko Kráľové Lehoty, v nadmořské výšce 664 m n. m. soutokem Bílého a Černého Váhu. Zdrojnice pramení ve Vysokých a Nízkých Tatrách. Převážnou část protéká v horách a až pod Novým Mestem nad Váhom vtéká do Podunajské nížiny. Ústí do Dunaje u města Komárno v nadmořské výšce 106 m n. m.

## Vodní režim
Průměrný průtok činí 152 m³/s. Nejvyšší je v létě.

## Využití

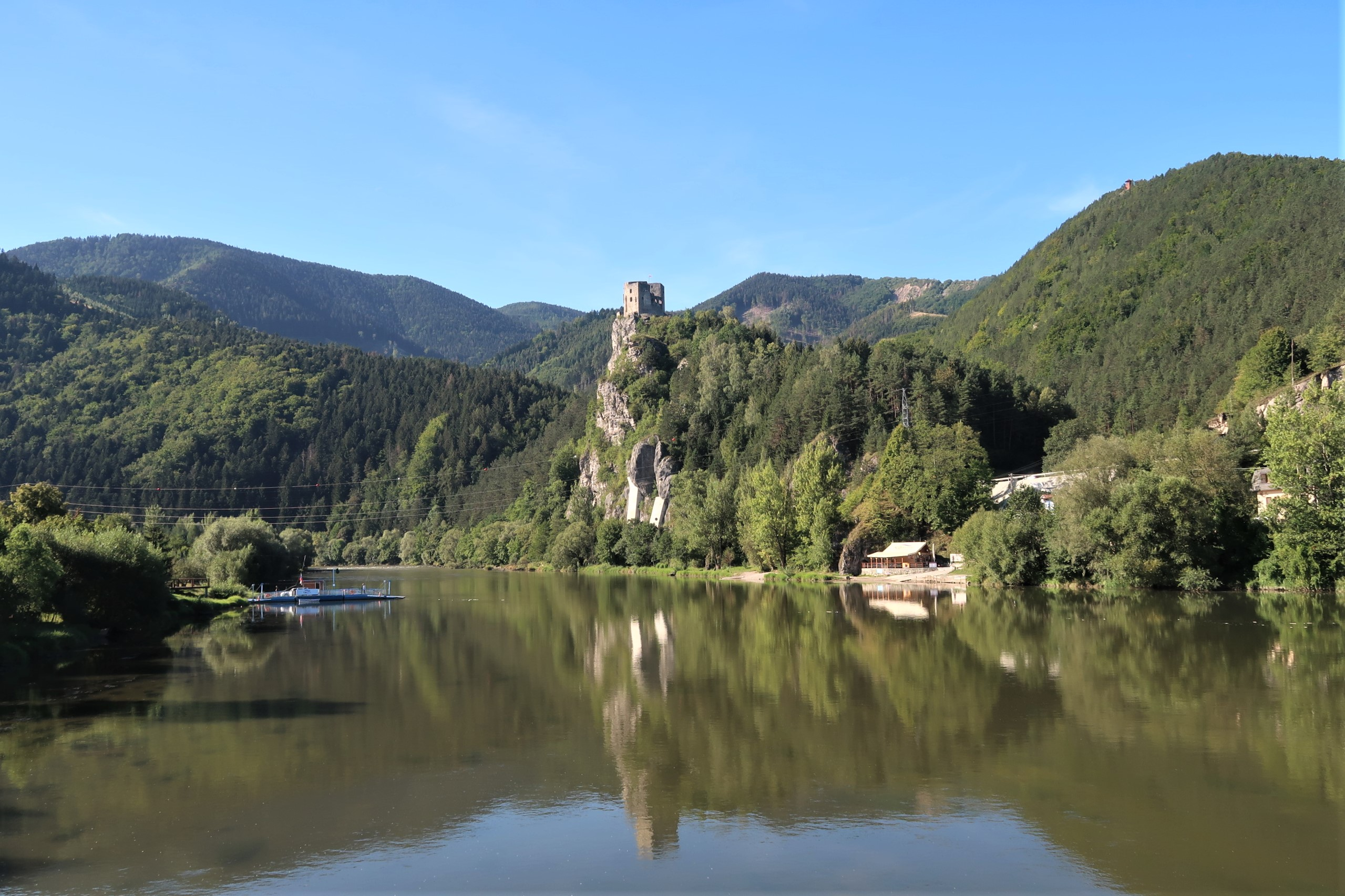
Přívoz přes řeku Váh pod hradem Strečno

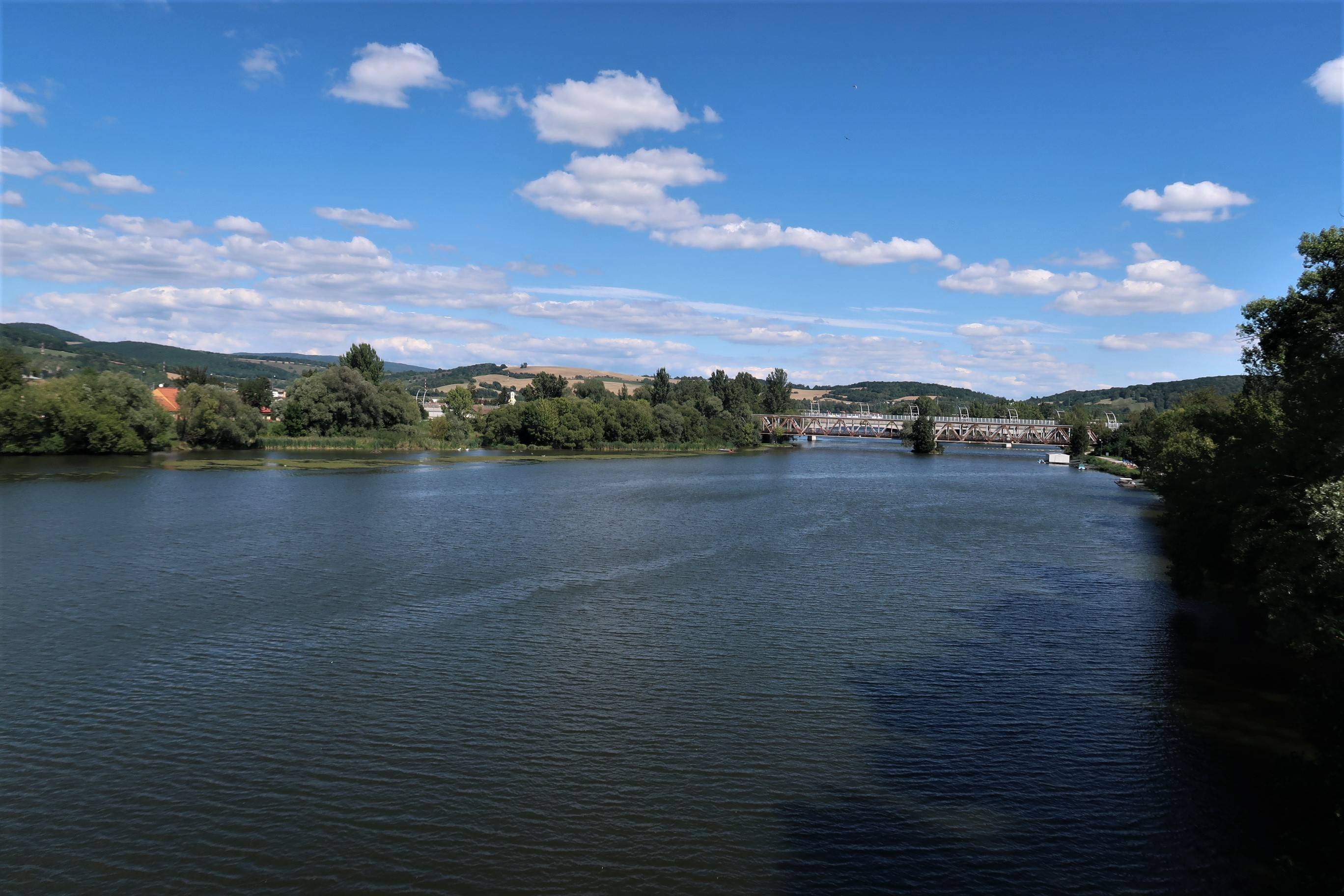
Řeka Váh v Trenčíně

Využívá se k zásobování vodou, na zavlažování, k výrobě vodní energie, pro vodní dopravu a k plavení dřeva. Je také zásobárnou vody pro jadernou elektrárnu Jaslovské Bohunice

### Vážská kaskáda
Na Váhu, stejně jako např. na Vltavě, existuje soustava vodních přehradních hrází a nádrží – Vážská kaskáda. Celkem je jich 22 (nejnovější z nich je Vodné dílo Žilina). První přehradou je velmi dobře známá Liptovská Mara, poslední je v Kráľové nad Váhom. Podle údajů TASR z roku 1996 elektrárny ročně vyrobí 1 965 132 MWh energie. Mnohé přehrady pracují na umělých kanálech vedených podél koryta řeky.
Některé údaje udávají na Vážské kaskádě počet VE 23 – včetně úplně poslední MVE Selice, nad Komárnem.

### Přehled nádrží v kaskádě Váhu
Čierný váh (je to umístěna na přítoku Čierný váh), Liptovská Mara, Bešeňová, Orava (nachází se na přítoku, řece Oravě), Tvrdošín (také Orava), Krpeľany, Sučany, Lipovec, Žilina, Hričov, Mikšová, Považská Bystrica, Nosice (Priehrada mládeže), Ladce, Ilava, Dubnica nad Váhom, Trenčín, Kostolná, Nové Mesto nad Váhom, Horná Streda, Sĺňava, Drahovce–Madunice, Kráľová a Selice.

### Vážská vodní cesta
Od roku 1998, kdy bylo dáno do provozu vodní dílo Selice, je řeka splavná pro velké lodě odpovídající klasifikační třídě VIa po Sereď (Rozměry plavebních komor Selice a Kralová jsou 110 × 24 metrů). V současnosti se připravuje prodloužení splavnění Váhu po Žilinu, dostavbou plavebních komor a lodního zdvihadla (Nosice), k dříve vybudovaným stupňům kaskády. Komory a zdvihadlo mají odpovídat klasifikační třídě Va a mít užitné rozměry 110 × 12 metrů.

## Přítoky Váhu
- zleva – Boca, Štiavnica, Ľupčianka, Revúca, Ľubochnianka, Turiec, Rajčanka, Domanižanka, Pružinka, Teplička, Jarčie, Nitra
- zprava – Belá, Orava, Varínka, Kysuca, Papradnianka, Biela voda, Lednica, Vlára, Klanečnica, Dubová, Dudváh, Malý Dunaj

## Města na Váhu
Kompletní seznam všech sídel ležících na Váhu obsahuje článek : Seznam sídel na řece Váh
- Žilinský kraj – Liptovský Hrádok, Liptovský Mikuláš, Ružomberok, Turany, Vrútky, Žilina, Bytča
- Trenčínský kraj – Považská Bystrica, Púchov, Ilava, Dubnica nad Váhom, Nemšová, Trenčín, Nové Mesto nad Váhom
- Trnavský kraj – Piešťany, Leopoldov, Hlohovec, Sereď
- Nitranský kraj – Šaľa, Kolárovo, Komárno,